# Кресин, Михаил Леонтьевич
Михаи́л Лео́нтьевич Кре́син (псевд.: Мих. Асин; 1890, Николаев — 1953, Ленинград) — советский организатор кинопроизводства, режиссёр, один из первых руководителей советского кинематографа.

## Биография
Родился в Николаеве Херсонской губернии в еврейской семье, по происхождению из мещан. Окончил юридический факультет Петроградского университета.
В 1917—1918 годах — заведующий киноподотделом внешкольного отдела Государственной комиссии по просвещению при Наркомпросе РСФСР, созданной по инициативе Н. К. Крупской, комиссар Скобелевского комитета, председатель Постоянной комиссии народных чтений. Организовывал лекции с кинопоказами в кинотеатрах Петрограда. Одновременно являлся заведующим кинематографическим отделом при Центральном педагогическом музее.
В 1918—1919 годах — заместитель председателя Петроградского кинокомитета. В 1919—1920 годах — особоуполномоченный Петроградского железнодорожного узла.
1920—1922 годах — председатель бюро производственной пропаганды и управляющй госпрокатом Всероссийского фотокиноотдела (ВФКО). Принимал участие в создании Высшего института фотографии и фототехники.
В 1922—1923 годах — заведующий эксплуатационным отделом, временно исполняющий обязанности директора Северо-Западного областного управления по делам фотографии и кинематографии «Севзапкино».
В 1923—1925 годах — заведующий производственным отделом, производственный директор кинематографической конторы «Кино-Север». Заведующий Курсами экранного искусства при «Кино-Севере» и председатель педагогического совета курсов.
В мае 1925 года назначен заместителем технического директора Госкино, в сентябре 1925 года — директором и художественным руководителем 3-й фабрики Госкино, одновременно оставаясь в должности заместителя технического директора Госкино. Являлся членом Московского общества драматических писателей и композиторов (1926). Привлёк М. С. Донского, В. Б. Шкловского, Г. Л. Рошаля к работе в кино.

Для меня, однако, и Кресин и Алейников совмещаются в единый образ директора-творца, директора-художника…
— Григорий Рошаль, кинорежиссёр
В апреле 1926 года был арестован по делу шестнадцати руководящих работников Госкино и АО «Пролеткино» (А. А. Ханжонкова, С. А. Бала-Доброва, М. Я. Капчинского и других), обвинённых в бесхозяйственности и злоупотреблении служебным положением. Освобождён из под стражи 20 июля 1926 года. Решением Московского губернского суда от 22 апреля 1927 года приговорён к лишению свободы сроком на три месяца. В связи с тем, что Кресин отбыл по предварительному заключению этот срок, от дальнейшего наказания был освобождён.
В 1928—1929 годах работал директором фабрики «Белгоскино» в Ленинграде, затем — заведующим производством Ленинградского отделения «Совкино», ассистентом и режиссёром Ленинградской фабрики «Совкино». В докладе секретно-политического отдела ОГПУ «Об антисоветской деятельности среди интеллигенции за 1931 год» отмечалось, что на «кинофабрике Белгоскино собралась группа явно антисоветски настроенных режиссёров», в числе которых упоминался и Кресин.
В середине 1930-х годов — заместитель директора кинофабрики № 1 «Союзтехфильм».
В июле 1942 года был эвакуирован с семьёй из Ленинграда. После окончания войны вернулся в Ленинград, работал начальником цеха комбинированных съёмок на киностудии «Лентехфильм» (с 1946 года — «Леннаучфильм»). Автор воспоминаний о первых днях советского кинематографа.
Скончался в 1953 году. Похоронен на Преображенском еврейском кладбище в Ленинграде.
Утраченный фильм «Сердце Соломона», созданный совместно с С. А. Герасимовым в 1932 году на Ленинградской фабрике «Союзкино», входит в составленный Госфильмофондом список самых значимых потерь в истории отечественного киноискусства.

### Семья
- родители — Лейб Кресин (уроженец местечка Ширвинты) и Хася Кресина[42];
- брат — Зиновий Леонтьевич (Залман Лейбович) Кресин (1888—?), юрист[1] (его сын — Владимир Зиновьевич Кресин (англ. Vladimir Z. Kresin, род. 1934), физик-теоретик, доктор физико-математических наук, научный сотрудник Национальной лаборатории имени Лоуренса в Беркли[43]);
- брат — Марк Леонтьевич Кресин (1899—?), организатор библиотечного дела, методист Худсовета по делам кино Главполитпросвета[1];
- брат — Константин Леонтьевич Кресин (1902—1937), работник просвещения[44];
- сестра — Елизавета Леонтьевна Гуревич (урожд. Кресина)[37];
- жена — Лидия Осиповна Кресина (1896—1983), актриса[37];
  - сын — Олег Михайлович Кресин (род. 1928)[37].

## Фильмография
- 1931 — Старый завод (документальный)
- 1932 — Паротурбина (учебный)
- 1932 — Сердце Соломона / Интернационал (совместно с С. Герасимовым)